# Bruno Fratus
Bruno Giuseppe Fratus (Macaé, 30 de junho de 1989) é um nadador brasileiro, medalhista olímpico. Ele tem quatro medalhas em Mundiais: três pratas (duas nos 50 metros livres, e uma no revezamento 4×100 m livres do Brasil) e um bronze (também nos 50 m livres). Nos Jogos Olímpicos de 2020, em Tóquio, conquistou a medalha de bronze nos 50m livre, tornando-se o nadador mais velho a conquistar pela primeira vez uma medalha olímpica. Também é campeão do Pan-Pacífico de 2014 e dos Jogos Pan-Americanos de 2019.
Em julho de 2021, Fratus tornou-se o primeiro nadador da história a nadar 90 vezes os 50 metros livre em menos de 22 segundos.

## Trajetória esportiva

### Início
Filho de pai paulista e mãe potiguar, foi criado em Natal, Mossoró e Salvador, estudou no colégio Mater Christi, em Mossoró, onde começou a nadar. Na capital baiana foi treinado por Rogério Arapiraca. Quando morava em Natal, conheceu o técnico Alberto Silva, que lhe deu a oportunidade de treinar no Esporte Clube Pinheiros, em São Paulo, aos 17 anos.
Foi medalha de bronze nos 50 metros livre no Torneio Open Correios/CBDA em 2009, realizado em São Paulo.

### 2010–12
Em 2010 ganhou medalha de prata nos 50 metros livre e medalha de bronze nos 100 metros livre no Troféu Maria Lenk, realizado em Santos.
No Campeonato Pan-Pacífico de Natação de 2010, em Irvine, nos Estados Unidos, Fratus fez sua primeira grande participação em um torneio internacional, ao chegar em quarto lugar nos 50 metros livre, com o tempo de 21s93.
Nos Jogos Pan-Americanos de Guadalajara em 2011, Fratus obteve a medalha de ouro no revezamento 4x100 metros nado livre e 4x100 metros medley, e prata nos 50 metros nado livre.
No Campeonato Mundial de Esportes Aquáticos de 2011, realizado em Xangai, na China, Fratus fez 21s76, o melhor tempo na semifinal dos 50 metros livre, e terminou em quinto na final, com o tempo de 21s96.
Em abril de 2012, disputando o Troféu Maria Lenk no Rio de Janeiro, Bruno Fratus obteve a marca de 21s70 nas eliminatórias dos 50 metros livres, obtendo temporariamente a melhor marca do ano.

### Jogos Olímpicos de 2012
Foi aos Jogos Olímpicos de Verão de 2012 em Londres, e conquistou o quarto lugar na prova dos 50 metros nado livre com o tempo de 21s61, ficando a dois centésimos de César Cielo, que foi o medalha de bronze, com a marca de 21s59.

### 2013–16
Em maio de 2013, Fratus passou por uma cirurgia no ombro esquerdo, para resolver um problema que já durava dois anos.
Ganhou uma medalha de ouro nos Jogos Sul-Americanos de 2014 em Santiago, no Chile, na prova dos 50 metros livre. Na eliminatória, ele bateu o recorde da competição, com o tempo de 22s12.
No Troféu Maria Lenk de 2014, em São Paulo, Fratus ganhou uma medalha de prata nos 50 metros livre, com o tempo de 21s45, perdendo apenas para Cielo, que ganhou com o tempo de 21s39. À época, o recorde mundial sem super trajes era de 21s32, de Cielo.
No Campeonato Pan-Pacífico de Natação de 2014 em Gold Coast, na Austrália, Fratus participou do revezamento dos 4x100 metros livre que, pela primeira vez, ganhou uma medalha para o Brasil nesta competição. Junto com João de Lucca, Marcelo Chierighini e Nicolas Oliveira, eles obtiveram a medalha de bronze. Especialistas afirmaram à época que, se César Cielo e Matheus Santana fossem titulares neste revezamento, o Brasil teria ganho o ouro em cima da Austrália e dos Estados Unidos. No dia seguinte, Fratus ganhou a medalha de ouro nos 50 metros livre, derrotando os campeões olímpicos Anthony Ervin e Nathan Adrian, quebrando o recorde da competição e o seu recorde pessoal, com a marca de 21s44, no maior resultado individual de sua carreira.
No Open realizado no Rio de Janeiro em dezembro de 2014, Fratus bateu seu recorde pessoal nos 100 metros livre, com o tempo de 48s57. Com isso, o revezamento brasileiro 4x100 metros livres vinha se fortificando - César Cielo tinha como melhor marca pessoal 47s84, Marcelo Chierighini tinha 48s11 e Matheus Santana tinha 48s25. Ele também fez sua melhor marca pessoal nos 50 metros livre, com a marca de 21s41. Os únicos nadadores da história a conseguirem marcas melhores sem super trajes foram César Cielo e Florent Manaudou com 21s32, e Frederick Bousquet com 21s36.
Nos Jogos Pan-Americanos de 2015 em Toronto, Fratus ganhou a medalha de ouro no revezamento 4x100 metros livre, e uma prata nos 50 metros livre.

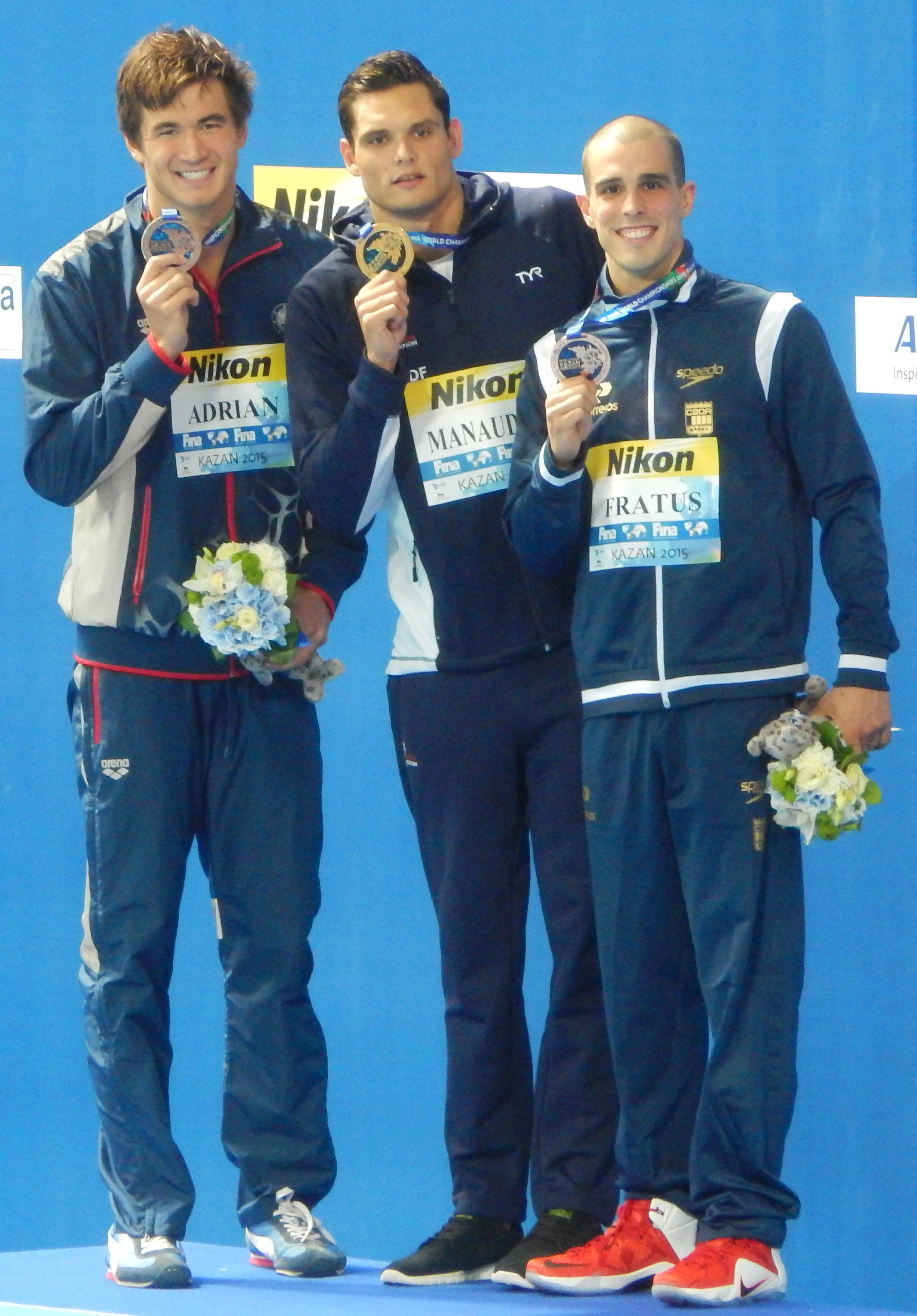
Bruno Fratus com o bronze nos 50 metros livre em Kazan 2015

No Campeonato Mundial de Esportes Aquáticos de 2015, Fratus ganhou a medalha de bronze, e sua primeira medalha em mundiais, nos 50 metros livre, com o tempo de 21s55. Ele também terminou em quarto lugar na prova na prova dos 4x100 metros livre, junto com Matheus Santana, Marcelo Chierighini e João de Lucca. César Cielo não nadou a final pois, embora estivesse escalado, ele sentiu dores no ombro, e não pôde participar. Nos 4x100 metros livre misto, Fratus terminou em sexto, junto com Matheus Santana, Larissa Oliveira e Daynara de Paula, quebrando o recorde sul-americano com o tempo de 3m25s58.
No Open realizado em Palhoça em dezembro de 2015, Bruno Fratus bateu seu recorde pessoal nos 50 metros livre, com o tempo de 21s37, na abertura do revezamento 4 x 50 metros livre do time do Pinheiros.

### Jogos Olímpicos de 2016
Participou dos Jogos Olímpicos de Verão de 2016 no Rio: na prova dos 50 metros livre, chegou em sexto lugar na final. Em entrevista, disse: “Por algum motivo, não consegui nadar mais rápido do que isso. Não tenho ideia do que está acontecendo. Este ano tem sido muito ruim. Tenho de rever o programa”. Antes dos Jogos, Fratus sofria de dores crônicas nas costas, e a Confederação Brasileira de Esportes Aquáticos (CBDA) chegou a enviar um fisioterapeuta aos Estados Unidos, onde Fratus mora e treina para acompanhar o atleta. Devido à estas dores, seu desempenho foi prejudicado nos Jogos. 

### 2017–20
No Mundial de Esportes Aquáticos de 2017, em Budapeste, no revezamento 4 × 100 metros livres, a equipe brasileira composta por Cielo, Bruno Fratus, Marcelo Chierighini e Gabriel Santos alcançou um resultado histórico ao conquistar a medalha de prata, o melhor resultado brasileiro de todos os tempos no Campeonato Mundial. O Brasil bateu o recorde Sul-americano de 2009, ainda na era dos super-trajes, com um tempo de 3m10s34, apenas 0,28s atrás da equipe dos EUA. A última medalha do Brasil nesta prova, no Mundial, havia sido obtida em 1994. Nos 50m livres, Fratus fez o melhor tempo de sua vida na prova, 21s27, conquistando assim a medalha de prata. Fratus quebrou o melhor tempo de César Cielo nesta prova sem as super-roupas (21s32). Ele também ajudou o 4x100m medley do Brasil a ir para a final, nadando nas eliminatórias.
Em setembro de 2018, Fratus passou por uma cirurgia para corrigir uma ruptura parcial do tendão subescapular do ombro, perdendo competições importantes.
Fratus só conseguiu voltar a treinar em boas condições em fevereiro de 2019. Em abril, conseguiu fazer o melhor tempo do mundo no ano, nos 50m livres: 21s47. Ele ganhou várias medalhas de ouro nos eventos preparatórios na Europa e chegou ao Campeonato Mundial com os três melhores tempos do mundo no momento: 21s31 (Mare Nostrum de Monaco), 21s42 (Sette Colli) e 21s47.
No Campeonato Mundial de Esportes Aquáticos de 2019, em Gwangju, Coréia do Sul, Fratus conquistou a medalha de prata nos 50 metros livres pela segunda vez consecutiva, com o tempo de 21s45, perdendo apenas para Caeleb Dressel. No 4 × 100 metros livres, ele terminou em 6º, ajudando o Brasil a se classificar para as Olimpíadas de Tóquio em 2020.
Nos Jogos Pan-Americanos de 2019 realizados em Lima, no Peru, Fratus conquistou pela primeira vez a medalha de ouro nos 50 metros livres, derrotando Nathan Adrian, com o tempo de 21s61. Ele também ganhou outro ouro no revezamento 4 × 100 metros livres, quebrando o recorde dos Jogos Pan-Americanos.

### Jogos Olímpicos de 2020
Nos Jogos Olímpicos de 2020 em Tóquio, Fratus se classificou para sua terceira final olímpica nos 50 metros livres, com um tempo de 21s60. Na final, conquistou a medalha de bronze, com o tempo de 21s57, aos 32 anos de idade, coroando sua carreira de velocista. Foi a 4ª medalha brasileira na história dos 50m livres nas Olimpíadas.
 Fratus se tornou o nadador (de piscina) mais velho da história a ganhar sua primeira medalha olímpica.

### Marcas importantes
Piscina olímpica (50 metros)
- Recordista sul-americano dos 4 x 50 metros livre: 1m26s42, obtidos em 7 de maio de 2009, junto com César Cielo, Nicholas Santos e Fernando Silva

Piscina semi-olímpica (25 metros)
- Recordista sul-americano dos 4 x 50 metros livre: 1m25s86, obtidos em 20 de setembro de 2010, junto com Fernando Silva, Marcelo Chierighini e André Daudt